# François Fourquet
Pour les articles homonymes, voir Fourquet.
François Fourquet, né le 28 janvier 1940 et mort le 17 février 2016, est un économiste français. Il a été professeur de science économique à l'université Paris VIII.

## Biographie
Il a été secrétaire administratif de la clinique de La Borde (1966-1972) et trésorier du CERFI (Centre d'études, de recherche et de formation institutionnelles) créé par Félix Guattari (1967-1974).
Il a enseigné à l'Université de Pau-Bayonne, avant d'être recruté en 1994 à l'université Paris 8.
Ses axes de recherche tournent autour de l'économie politique de la mondialisation, du rapport entre économie et histoire, de la théorie informationnelle de la valeur et du service d'intérêt général (européen). Il est influencé par Marcel Mauss.
Une journée d'étude consacrée à la discussion de ses thèses fut programmée le samedi 20 mars 2010 à l'université Paris 8. Elle est intitulée "Approches de la mondialisation"

## Publications
- L'Idéal historique, Paris, revue Recherches, no 14 (numéro spécial), janvier 1974.
- avec Lion Murard, Les Équipements du pouvoir : villes, territoires et équipements collectifs, revue Recherches, no 13, décembre 1973, Réed. UGE, 1976.
- Les Comptes de la puissance : histoire de la comptabilité nationale et du Plan, éditions Recherches, 1980.
- Histoire de la psychiatrie de secteur, revue Recherches, n° 17, mars 1975, réed. avec Lion Murard, éditions Recherches, 1980.
- L'accumulation du pouvoir, ou le désir d'État, revue Recherches, no 46, 1982 (présentation en ligne : histoire du CERFI, dans Multitudes)
- Richesse et puissance : une généalogie de la valeur : XVIe – XVIIIe siècle, Paris, La Découverte, 1989 ; rééd. 2002.
- (éd.), L'argent, la puissance et l'amour, réflexions sur quelques valeurs occidentales, Éditions Charles Léopold Mayer, 1993, 107 p. Disponible en ligne
- avec Lion Murard, La Naissance des villes nouvelles, anatomie d'une décision (1961-1969), Presses de l'École nationale des ponts et chaussées, 2004.
- Penser la longue durée. Contribution à une histoire de la mondialisation, Paris, La Découverte, coll. Sciences humaines, 2018.